# Quintus Aelius Paetus (Konsul 167 v. Chr.)
Quintus Aelius Paetus war ein dem plebejischen Geschlecht der Aelier angehörender Politiker der Römischen Republik und amtierte 167 v. Chr. als Konsul.
Laut den Fasti Capitolini führte der Vater des Quintus Aelius Paetus das Pränomen Publius, sein Großvater hingegen ebenfalls das Pränomen Quintus. Demnach war er ein Sohn des Konsuls von 201 v. Chr., Publius Aelius Paetus.
Möglicherweise bekleidete Quintus Aelius Paetus 177 v. Chr. das Amt eines Volkstribunen. Nachdem sein Vater 174 v. Chr. der Pest erlegen war, übernahm er dessen Priesteramt eines Auguren. 170 v. Chr. hatte er den Posten eines Prätors inne. Den Höhepunkt seines cursus honorum erreichte er 167 v. Chr., als er gemeinsam mit Marcus Iunius Pennus zum Konsul aufstieg. Als Provinz erhielt er Gallia cisalpina zugewiesen. Beide plebejischen Konsuln sollten die Ligurer bekämpfen, errangen dabei aber keinerlei Erfolge.
Das weitere Schicksal von Paetus ist unbekannt.